# Astrobotic Technology
Astrobotic Technology är ett amerikanskt privatägt företag som utvecklar rymdrobotteknik för mån- och planetuppdrag. Det grundades 2007 av Carnegie Mellon universitetets professor Red Whittaker och hans medarbetare, med målet att vinna Google Lunar X Prize. Företaget finns i Pittsburgh, Pennsylvania. Den första uppskjutningen av en av dess rymdfarkoster, månlandaren Peregrine, förväntas äga rum 2022 med hjälp av raketen Vulcan Centaur.
Den 11 juni 2020 fick Astrobotic ett andra kontrakt för programmet Commercial Lunar Payload Services. NASA kommer att betala Astrobotic 1,85 miljarder kronor för att frakta NASA:s VIPER-strövare till månytan i slutet av 2023.
Uppsjutningen av den obemannade månlandaren Peregrine försenades till januari 2024. Den startade från Cape Canaveral. Efter starten fick farkosten problem med bränslesystemet. Ett försök att hålla landaren nära månen för forskningar misslyckades. Sedan bestämmdes att Peregrine ska brinna upp i jordens atmosfär.